# سعيد بن أبي بردة الأشعري
سعيد بن أبي بردة بن أبي موسى الأشعري (المتوفي سنة 138 هـ) أحد رواة الحديث النبوي.

## روايته للحديث النبوي
- روى عن: أبيه أبي بردة بن أبي موسى الأشعري وأنس بن مالك وأبي وائل شقيق بن سلمة وأبي بكر بن حفص بن عمر بن سعد وربعي بن حراش.[1]
- روى عنه: قتادة بن دعامة وأبو إسحاق الشيباني وشعبة بن الحجاج وأبو العميس عتبة بن عبد الله وزيد بن أبي أنيسة وزكريا بن أبي زائدة ومجمع بن يحيى الأنصاري ومسعر بن كدام وأبو عوانة[1] وإسماعيل بن أبي خالد وخالد بن نافع الأشعري ودارم الكوفي وعبد الأعلى بن أبي المساور وعبد الرحمن بن عبد الله المسعودي وعمرو بن دينار وأبو مسلم عمرو بن مهاجر الكوفي والمغيرة بن أبي الحر ومنصور بن زاذان وموسى الجهني وأبو سفيان يحيى بن زياد بن عبد الرحمن الثقفي وأبو خالد الدالاني.[2]
- الجرح والتعديل: قال عنه أحمد بن حنبل: «ثبت في الحديث»،[2] وقال يحيى بن معين والعجلي والنسائي: «ثقة»، وقال أبو حاتم الرازي: «صدوق، ثقة»، وذكره ابن حبان في كتابه «الثقات».[1][2] كما روى له الجماعة.[2]